# Jan Willem Nijman
Jan Willem Nijman (1990) is een Nederlandse computerspelontwikkelaar en -ontwerper. Hij verwierf bekendheid als medeoprichter van de onafhankelijke computerspelontwikkelaar Vlambeer, die hij in 2010 samen oprichtte met Rami Ismail. Daarnaast heeft Nijman ook gewerkt aan andere computerspellen, waaronder Minit en Disc Room, en het fysieke kaartspel Dustbiters.

## Biografie
Nijman begon op jonge leeftijd met het ontwerpen van computerspellen toen hij geïnspireerd werd door het blad CompuKids en de spellen die hij speelde. Hij werkte zijn ideeën uit met behulp van GameMaker. In 2006 sloot hij zich aan bij The Poppenkast, een online gemeenschap van spelontwikkelaars, waar hij zijn vaardigheden verder ontwikkelde door deelname aan game jams.

### Vlambeer
Tijdens zijn studie 'Game Design and Development' aan de Hogeschool voor de Kunsten Utrecht ontmoette Nijman Rami Ismail. Samen begonnen ze computerspellen te ontwikkelen, stopten met de opleiding en richtten in 2010 Vlambeer op. Hun eerste spel, Super Crate Box, kreeg al snel aandacht. Vlambeer verwierf internationale bekendheid met de uitgave van Ridiculous Fishing in 2013, dat veel lof ontving.
In 2014 brachten ze Luftrausers uit, een arcade-achtige vliegtuiggevechtsspel. Het jaar daarop, in 2015, volgde Nuclear Throne, een post-apocalyptische roguelikespel. Nuclear Throne werd verkocht via een vroegtijdige toegang-model op Steam.
In 2020 maakten Nijman en Ismail bekend dat Vlambeer zou worden stopgezet, aangezien zij nieuwe uitdagingen wilden aangaan. Vier jaar later, in 2024, verwierf Nijman de volledige eigendom van Vlambeer van Ismail. Hij verklaarde zijn intentie om de eerdere spellen van Vlambeer te behouden en toegankelijk te houden, en heeft plannen om nieuwe spellen te ontwikkelen.

### Overig werk
Naast zijn betrokkenheid bij Vlambeer heeft Nijman samengewerkt met diverse andere ontwikkelaars en aan verschillende projecten bijgedragen. Waaronder Tennnes, een minimalistisch arcade-tennisspel dat oorspronkelijk in 2012 uit werd gebracht.
Met Kitty Calis werkte hij samen aan meerdere spellen, waaronder Minit in 2018, een avonturenspel waarin de speler de wereld verkent in korte sessies van zestig seconden, en Disc Room in 2020, een actiespel waarin spelers moeten overleven in een kamer vol vliegende zaagbladen. Ook werkten zij in 2021 samen aan Minit Fun Racer, een racespel dat zich afspeelt in de wereld van Minit, waarvan alle opbrengsten naar Artsen zonder Grenzen gingen.
Daarnaast ontwikkelde Nijman in 2021 samen met Robbie Fraser en Terri Vellmann het fysieke kaartspel Dustbiters. Het idee voor dit spel ontstond tijdens een roadtrip door Mozambique die Nijman met Fraser maakte. Het kaartspel werd uitgebracht door iam8bit, wat hun eerste uitgave op het gebied van tafelspellen markeert.
Naast zijn werk als spelontwikkelaar en -ontwerper heeft Nijman ook bijgedragen aan de Nederlandse vertaling van Sludge Life en Sludge Life 2 van computerspeluitgever Devolver Digital. Tevens heeft hij gewerkt als tester voor spellen zoals Hotline Miami en Baba Is You.

## Ontwikkelde spellen
| Jaar   | Spel                              | Samenwerking                                                                      |
| ------ | --------------------------------- | --------------------------------------------------------------------------------- |
| 2010   | Super Crate Box                   | Rami Ismail, Paul Veer, Roy Nathan de Groot, Eirik Suhrke                         |
| 2011   | GlitchHiker                       | Jonathan Barbosa Dijkstra, Laurens De Gier, Rutger Muller, Paul Veer, Rami Ismail |
| 2011   | Serious Sam: The Random Encounter | Rami Ismail                                                                       |
| 2012   | Yeti Hunter                       | Rami Ismail, Jukio Kallio                                                         |
| 2012   | Tennnes                           | Eirik Suhrke                                                                      |
| 2012   | Gun Godz                          | Rami Ismail, Paul Veer, Jukio Kallio, Doseone                                     |
| 2013   | Ridiculous Fishing                | Rami Ismail, Zach Gage, Greg Wohlwend, Eirik Suhrke                               |
| 2014   | Luftrausers                       | Rami Ismail, Paul Veer, Roy Nathan de Groot, Jukio Kallio                         |
| 2015   | Nuclear Throne                    | Rami Ismail, Paul Veer, Justin Chan, Jukio Kallio, Joonas Turner                  |
| 2018   | Minit                             | Kitty Calis, Jukio Kallio, Dominik Johann                                         |
| 2020   | Disc Room                         | Kitty Calis, Terri Vellmann, Doseone                                              |
| 2021   | Minit Fun Racer                   | Kitty Calis, Jukio Kallio, Dominik Johann                                         |
| 2021   | Dustbiters                        | Terri Vellmann, Robbie Fraser, iam8bit                                            |
| 2023   | Ridiculous Fishing EX             | Rami Ismail, Zach Gage, Greg Wohlwend, KO_OP                                      |
| N.t.b. | Ultrabugs                         | Terri Vellmann, Robbie Fraser, iam8bit                                            |